# Sulfato de zinco (uso médico)
O sulfato de zinco é usado clinicamente como um suplemento dietético. Especificamente, ele é utilizado para tratar a deficiência de zinco e na prevenção das condições daqueles em condições de alto risco. Isto inclui o uso em conjunto com a terapia de reidratação oral para crianças com diarréia. O uso geral não é recomendado e pode ser tomado por via oral ou por injecção numa veia.
Efeitos colaterais podem incluir dor abdominal, vômitos, dor de cabeça e a sensação de cansaço. Enquanto doses normais são consideradas seguras na gravidez e amamentação, a segurança no consumo de doses maiores não está clara. Um cuidado maior deve ser tomado em pessoas com problemas renais. O Zinco é um elemento químico essencial para pessoas assim como para outros animais.
O uso médico de sulfato de zinco teve início em 1600. Está na a Lista de Medicamentos Essenciais da Organização Mundial da Saúde, os medicamentos mais eficazes e seguros  necessários em um sistema de saúde. O sulfato de Zinco está disponível como um medicamento genérico e sobre o balcão. O custo bruto no mundo em desenvolvimento é de cerca de 0,01 a 18 USD por dia. No Reino Unido, dez dias de tratamento tem um custo de 4.32 libras.

## Uso médico
O uso de suplementos de sulfato de zinco em conjunto com a terapia de reidratação oral diminui o número de movimentos intestinais e o tempo até que as crianças retornem ao normal quando com diarréia. É o uso geral nesta situação que é, portanto, recomendado pela Organização Mundial de Saúde.
O sulfato de zinco também é uma parte importante da nutrição parenteral.